# Landvetters församling
Landvetters församling är en församling i Mölndals och Partille kontrakt i Göteborgs stift. Församlingen ligger i Härryda kommun i Västra Götalands län (Västergötland) och ingår i Landvetter-Härryda pastorat.

## Administrativ historik
Församlingen har medeltida ursprung. 
Församlingen har varit och är moderförsamling i pastoratet Landvetter och Härryda som även omfattade Partille församling mellan 1571 och 1 maj 1921.

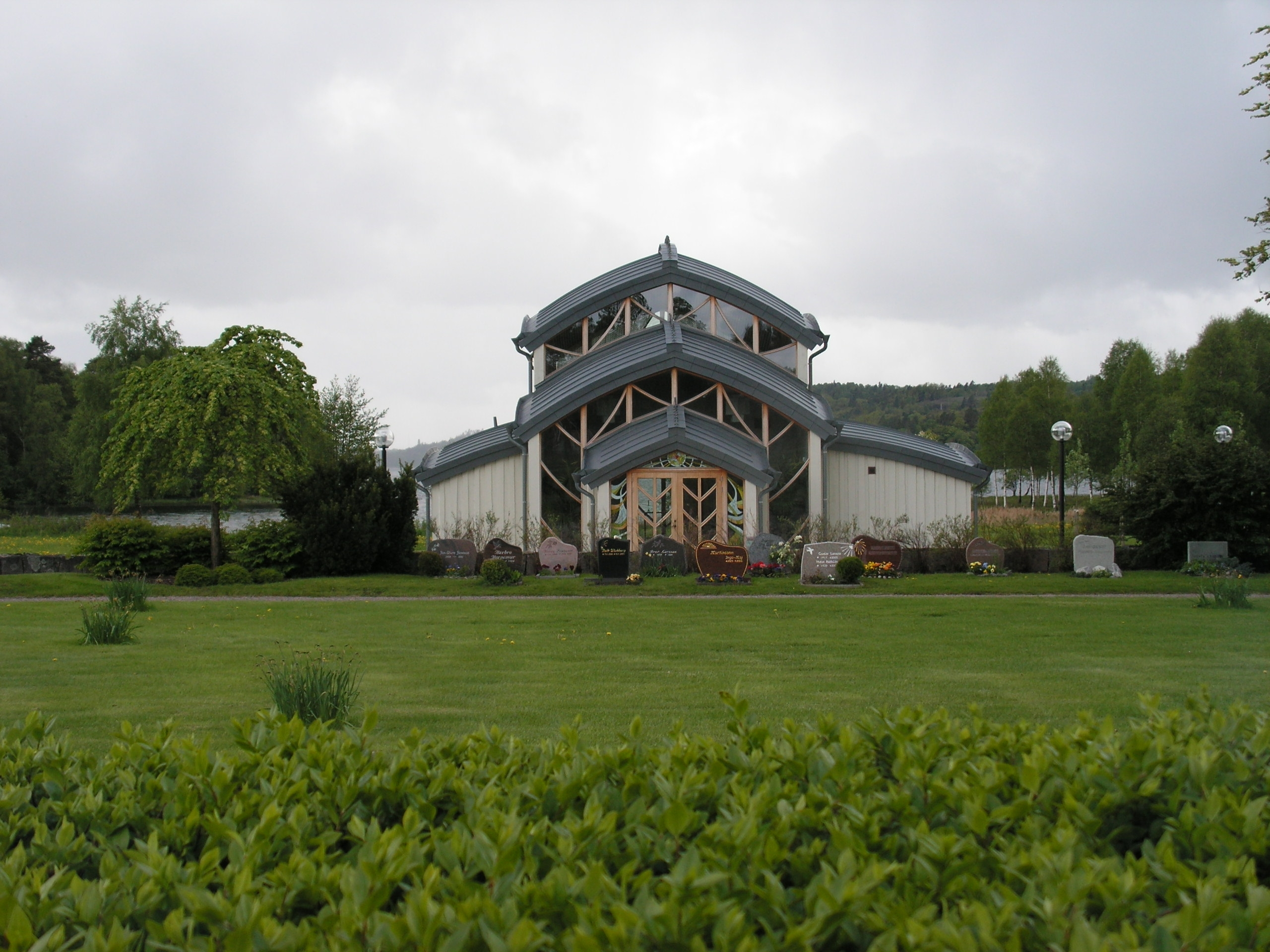
Gröenkapellet

## Kyrkobyggnader
- Landvetters kyrka
- Gröenkapellet, byggt 2004, som är en konfessionslös samlingslokal.

Församlingshemmet ligger i Landvetters centrum till skillnad från kyrkan, kapellet och kyrkogården, som är belägna i sydvästra delen av orten vid Landvettersjön (Gröen).